# Hubenice (Lhota pod Libčany)

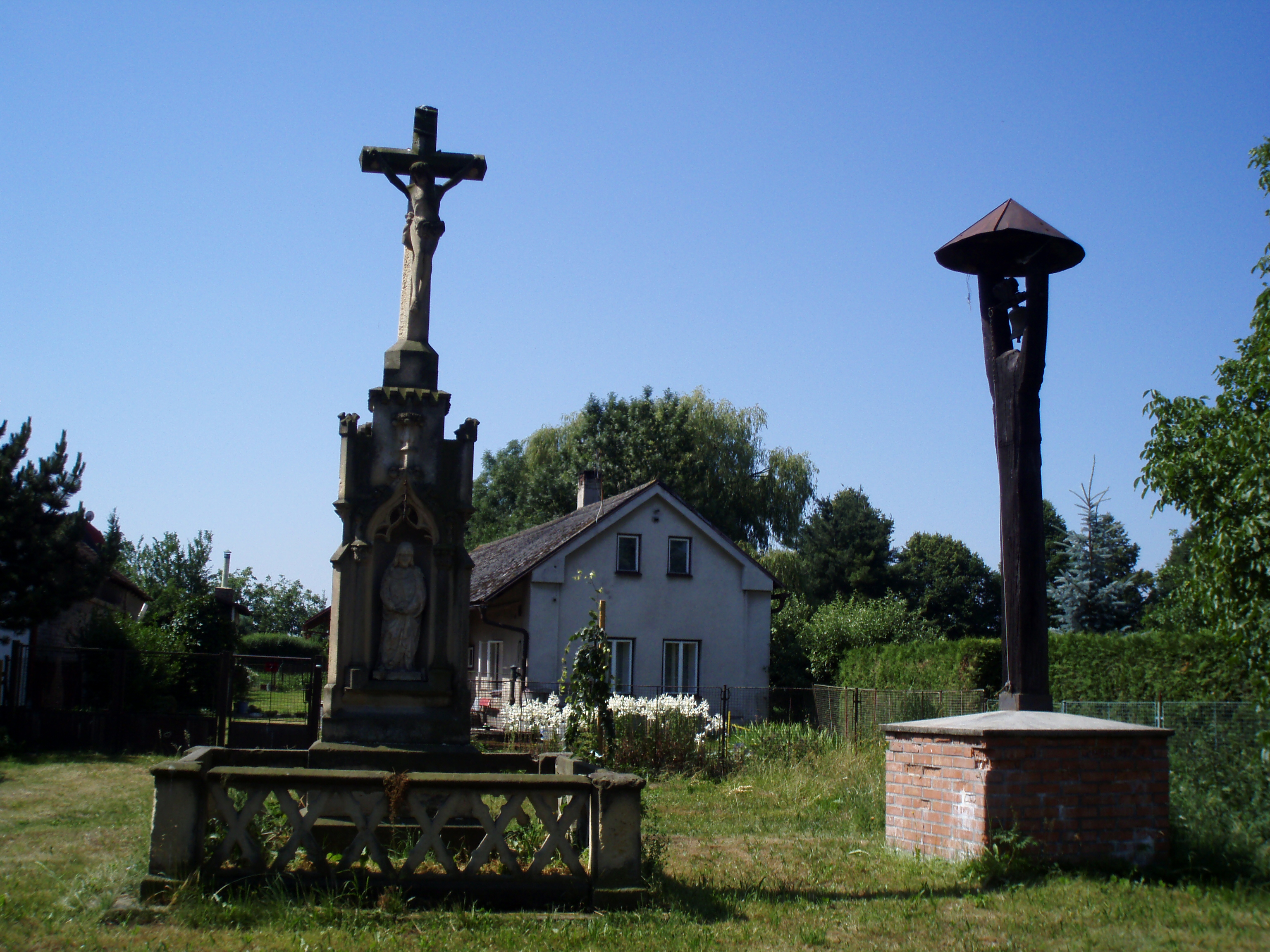
Kreuz und Dorfglocke

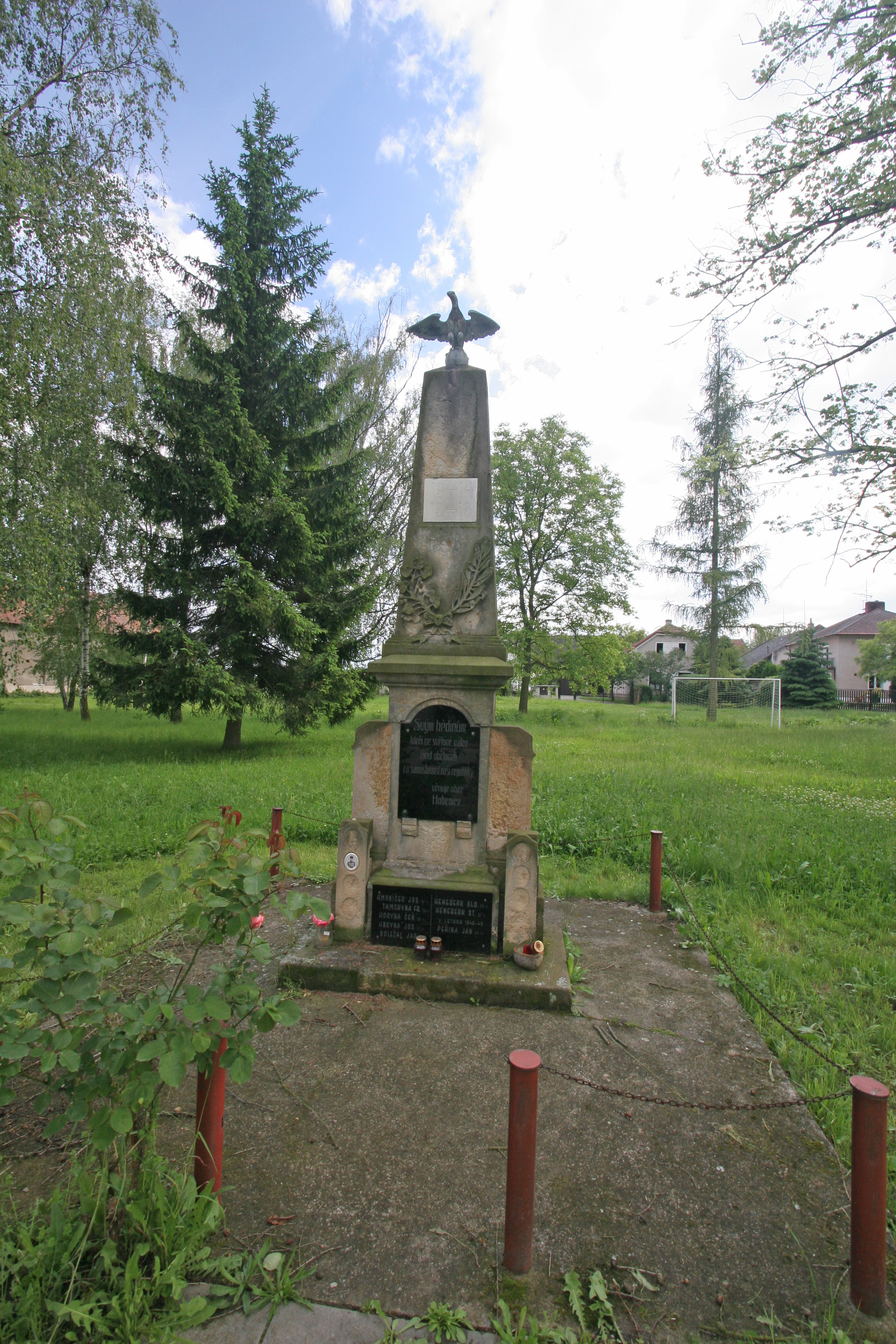
Gefallenendenkmal

Hubenice (deutsch Hubenitz) ist ein Ortsteil der Gemeinde Lhota pod Libčany im Okres Hradec Králové in Tschechien. Er liegt elf Kilometer südwestlich des Stadtzentrums von Hradec Králové.

## Geographie
Hubenice befindet sich am nördlichen Fuße der Wositzer Anhöhe in der Východolabská tabule (Tafelland an der östlichen Elbe). Südöstlich erhebt sich der Vrchy (Sedlitz, 251 m n.m.). Im Ort entspringt der Bach Hubenická svodnice. Einen Kilometer nördlich des Dorfes verläuft die Bahnstrecke Chlumec nad Cidlinou–Międzylesie.
Nachbarorte sind Lhota pod Libčany und Nové Hvozdnice im Norden, Urbanice, Praskačka und Březhrad im Nordosten, Pohřebačka und Libišany im Osten, Sedlice im Südosten, Žižkovec und Plch im Süden, Polizy und Trávník im Südwesten, Syrovátka und Kratonohy im Westen sowie Roudnice im Nordwesten.

## Geschichte
Die erste schriftlich Erwähnung des Dorfes erfolgte 1395 unter dem Namen Biednicz. Der Ort lag an einem alten Landesteig von Prag über Poděbrady, Chlumec nad Cidlinou, Dobřenice, Osičky und Osice nach Hradec Králové. Im Jahre 1414 gehörte das Dorf anteilig dem Zeman Prokop von Pravy und dem Libčaner Geistlichen Václav Zdislav. Zu dieser Zeit wurde der Ort als Hubenicze bezeichnet; beide Namensformen leiten sich wahrscheinlich von Elend und Dürftigkeit her. Prokop von Pravy veräußerte seinen Anteil an Václav von Čečeves. Zum Ende des 15. Jahrhunderts kaufte Wilhelm von Pernstein das Dorf. Als Jaroslav von Pernstein 1560 die Herrschaft Pardubitz an König Ferdinand I. verkaufte, gehörte Hubenicze zu deren Gütern. Im Zuge der Raabisation wurden 1774 die herrschaftlichen Fluren parzelliert und an mehrere Bauern und Chalupner verkauft.
Im Jahre 1835 bestand das im Chrudimer Kreis gelegene Dorf Hubenitz aus 13 Häusern, in denen 88 Personen lebten. Pfarrort war Liebtschan. Bis zur Mitte des 19. Jahrhunderts blieb Hubenitz der k.k. Kameralherrschaft Pardubitz untertänig.
Nach der Aufhebung der Patrimonialherrschaften bildete Hubenice ab 1849 eine Gemeinde im Gerichtsbezirk Pardubitz. 1868 erfolgte die Eingemeindung nach Polizy, zugleich wurde das Dorf dem neugebildeten Bezirk Pardubitz zugeordnet. 1919 löste sich Hubenice wieder von Polizy los und bildete eine eigene Gemeinde. 1949 wurde Hubenice dem Okres Hradec Králové-okolí zugeordnet; dieser wurde im Zuge der Gebietsreform von 1960 aufgehoben, seitdem gehörte die Gemeinde zum Okres Hradec Králové. Im Zuge der Entwässerung von Hubenice entstand der Teich am östlichen Ortsausgang. 1976 wurde Hubenice nach Lhota pod Libčany eingemeindet. Am 3. März 1991 hatte der Ort 73 Einwohner; beim Zensus von 2001 lebten in den 27 Wohnhäusern von Hubenice 87 Personen.

## Gemeindegliederung
Der Ortsteil Hubenice bildet einen Katastralbezirk.

## Sehenswürdigkeiten
- Steinernes Kreuz und Dorfglocke auf dem Dorfplatz
- Gedenkstein für die Gefallenen des Ersten Weltkrieges